# Henri-Paul Desroche
Henri-Paul Desroche est un officier français né en 1887 à Paris et mort en 1942 à Chambéry. 
Grièvement blessé lors de la Première Guerre mondiale, il commande durant la Seconde Guerre mondiale un régiment d'infanterie qui tiendra tête à la 8e ID allemande du 20 au 26 mai 1940 dans la ville de Bouchain (département du Nord) dans un rapport de forces de un contre cinq. Cette résistance inattendue de la part d'une unité française provoquera la stupéfaction d'Hitler qui viendra sur place le 2 juin se faire expliquer comment l'offensive allemande, jusque là foudroyante, a pu être ainsi stoppée durant plusieurs jours par un régiment de réservistes. Lors de la retraite vers Dunkerque il commandera la 4e division d'infanterie puis, à son retour en France, la 3e demi-brigade de chasseurs alpins, avant d'être limogé par Vichy en raison de ses sentiments gaullistes.

## Biographie

### Formation
Après des études faites à Annecy puis à Provins, Henri-Paul Desroche est admis à l’école de Saint Cyr en 1906 et en sort en 1909 avec la promotion "du Centenaire de l’école". Cette promotion est emblématique par les pertes qu'elle subira. Cent vingt-sept officiers de cette promotion vont tomber au champ d’honneur, soit 48,66% de ses effectifs.
En 1909, Henri-Paul  Desroche est nommé lieutenant au 1er  bataillon de chasseurs à pied en garnison à Troyes.

### Première Guerre mondiale
Dès la déclaration de la guerre, le lieutenant Desroche est engagé en Moselle. Son bataillon prend part à l'occupation des cols des Vosges et le 14 août remporte le combat de Plaine près de Saint-Blaise-la-Roche. Le 1er BCP s'y illustre en étant la première unité à capturer un drapeau à l'ennemi. C'est celui du 132e Poméranien et pour ce fait glorieux la Médaille militaire sera remise au drapeau des chasseurs. Le 1er bataillon y gagnera sa première citation à l'ordre de l'armée.
Les premiers engagements se font donc dans l'euphorie. Elle sera toutefois de courte durée. Les combats qui se déroulent du 19 au 21 août 1914 dans la région de Sarrebourg seront en effet le théâtre d’un des premiers revers français.
Le 21 août 1914, le lieutenant Desroche, en couvrant avec sa section le repli de sa compagnie, est blessé à la jambe au combat d’Abreschviller près de Sarrebourg. Trop grièvement atteint pour être transporté, laissé sur place, il tombe le lendemain aux mains de l'ennemi. Promu capitaine en 1915, il reste prisonnier et n'est envoyé en Suisse que le 1er août 1918.
Fait chevalier de la Légion d'honneur dès 1919, il est décoré de la croix de guerre avec citation à l'ordre de l'armée accompagnée de la citation suivante : "Officier d’élite. A été grièvement blessé, le 21 août 1914, devant Abreschwiller tandis qu’il couvrait, avec sa section, le front de la compagnie. Tombé dans les mains de l’ennemi et impotent, il refusa, durant toute sa captivité, de se laisser hospitaliser en Suisse".

### Entre-deux-guerres
Après la guerre, il commande une compagnie au 1er BCP qui est alors à Wissembourg. À l'issue, il est affecté au 125e RI de Poitiers. En 1930, chef de bataillon au 117e RI du Mans, il en commande un des trois bataillons. Nommé lieutenant-colonel, il est affecté comme commandant en second du 67e RI à Soissons. C'est en 1939 qu'il est choisi pour former le 45e RI qu'il emmènera au combat comme chef de corps.

### Deuxième Guerre mondiale
Après l’attaque allemande du 10 mai 1940, le 45e RI appartenant à la 4e division d'infanterie est acheminé sur la Belgique, débarqué dans la région de Gand, puis replié sur Valenciennes. Les 20 et 21 mai, il combat pour la défense de Valenciennes, puis à Mastaing où Henri Desroche installera son poste de commandement avant de mettre son régiment en position à Bouchain. Au cours de ces trajets erratiques qui marquent le début de la désorganisation de l'armée française, le lieutenant-colonel Desroche n'a de cesse de maintenir la cohésion et le moral de son unité.

### Les combats de Bouchain 21 mai - 26 mai 1940
Le régiment est sur ses positions en lisière de Bouchain le 21 mai, étalé sur un front de 5 kilomètres. Le premier ordre du jour du chef de corps résume sa personnalité : "la consigne est : résister sans idée de recul".
Le colonel comprend en effet immédiatement que Bouchain est un point défensif de premier plan au centre du dispositif français. Il permet d'une part de protéger le flanc sud des armées alliées encore en Belgique et d'autre part de mettre sur pied une contre-attaque contre le flanc droit de la percée des panzers. Ces ambitions du commandement français se réduiront par la suite à conduire un combat retardateur permettant les premiers regroupements dans la région de Dunkerque, gardant toutefois toute sa valeur non seulement à ce point d'appui, mais également à la mission du 45e RI.
Dès le 21, le général Musse, qui commande la 4e DI, est blessé. Resté cependant à son poste, mais diminué par sa blessure, il laisse le chef du 3e bureau, le capitaine Leclerc, futur maréchal de France, conduire la bataille au niveau de l'État-major. Du 21 jusqu'au 28 mai le capitaine Leclerc sera conforté dans la conviction qu'il faut tenir sur place par les contacts qu'il a sur le terrain avec le lieutenant-colonel Desroche. Il est également convaincu qu'une résistance au rouleau compresseur allemand est possible lorsqu'il constate de visu que le 45e RI arrive à stopper l'avance allemande.
Le 22 mai, alors qu'il est encerclé, le lieutenant-colonel Desroche prend personnellement le commandement de la section hors rang et fait lui-même le coup de feu avec un mousqueton pour colmater une brèche qui s'est faite dans le dispositif de son régiment. Vers 17h00, une balle lui traverse la main en broyant plusieurs os. Il continue néanmoins à combattre.
Le 23 mai, alors qu'un ordre de la VIIe armée évoque déjà une possibilité de rupture de manœuvre, il écrit  : « Le 45 et les éléments qui lui sont adjoints ont tenu. Ils tiendront encore, votre colonel est fier de vous » (ordre du jour n° 66).
Le 25 mai, il renouvelle ses ordres : « La consigne est la même qu'hier : tenir » (plan de feux no 62).
Cette ténacité illustre bien qu'un homme décidé peut galvaniser un groupe même dans les moments les plus désespérés. La conduite héroïque et exemplaire du régiment montre également qu'une volonté insufflée à une collectivité peut enrayer une machine prétendument irrésistible.
Le même jour, le général Aymes, commandant le IVe Corps d’armée, le félicite pour sa belle conduite. Mais, autour de lui, le front craque de toutes parts et alors que le 45 résiste sur place sans céder de terrain, ses positions sont prises à partie par des attaques incessantes de Stukas. Témoignant de la violence des combats, les bombardements aériens comme les tirs de l'artillerie allemande détruiront tout ou partie de la ville qui sera reconnue sinistrée à 80 %.
Le 45e RI aura durant ces quelques jours d'engagement 127 militaires du rang, 8 sous-officiers et 6 officiers tués (dont les frères Henri et Louis Lecomte-Larmuzeaux, lieutenants tous les deux et tués à un jour d'intervalle). Si les chiffres des pertes allemandes ne sont pas connus avec précision, 150 soldats de la 8e ID ont été enterrés sur les lieux mêmes des combats. Ces chiffres sont probablement inférieurs aux pertes réelles. La position devient peu à peu intenable et le 1er bataillon du chef de bataillon Martin est totalement imbriqué avec l'ennemi. Le 26, ordre est donné au lieutenant-colonel Desroche de se retirer sur Lille. Les 2e et 3e bataillons du 45 réussiront à s'extraire de l'encerclement qui s'opère peu à peu autour de Bouchain grâce à l'appui de l'artillerie française et à une manœuvre coordonnée par un chef de corps qui considère la captivité, pour l'avoir vécue au cours de la Première Guerre mondiale, comme inacceptable. Jusqu'au bout, ce régiment de réservistes restera inébranlable.
Le général Musse ayant été fait prisonnier, le lieutenant-colonel Desroche porté par les autres chefs de corps prend alors, le 28 mai, le commandement de la division.
Le 30, lui arrive l’ordre de gagner Dunkerque et d’y attendre l’embarquement. Rassemblant les restes de la division il arrive à quitter le piège de Lille alors que le goulot de sortie se resserre de plus en plus.

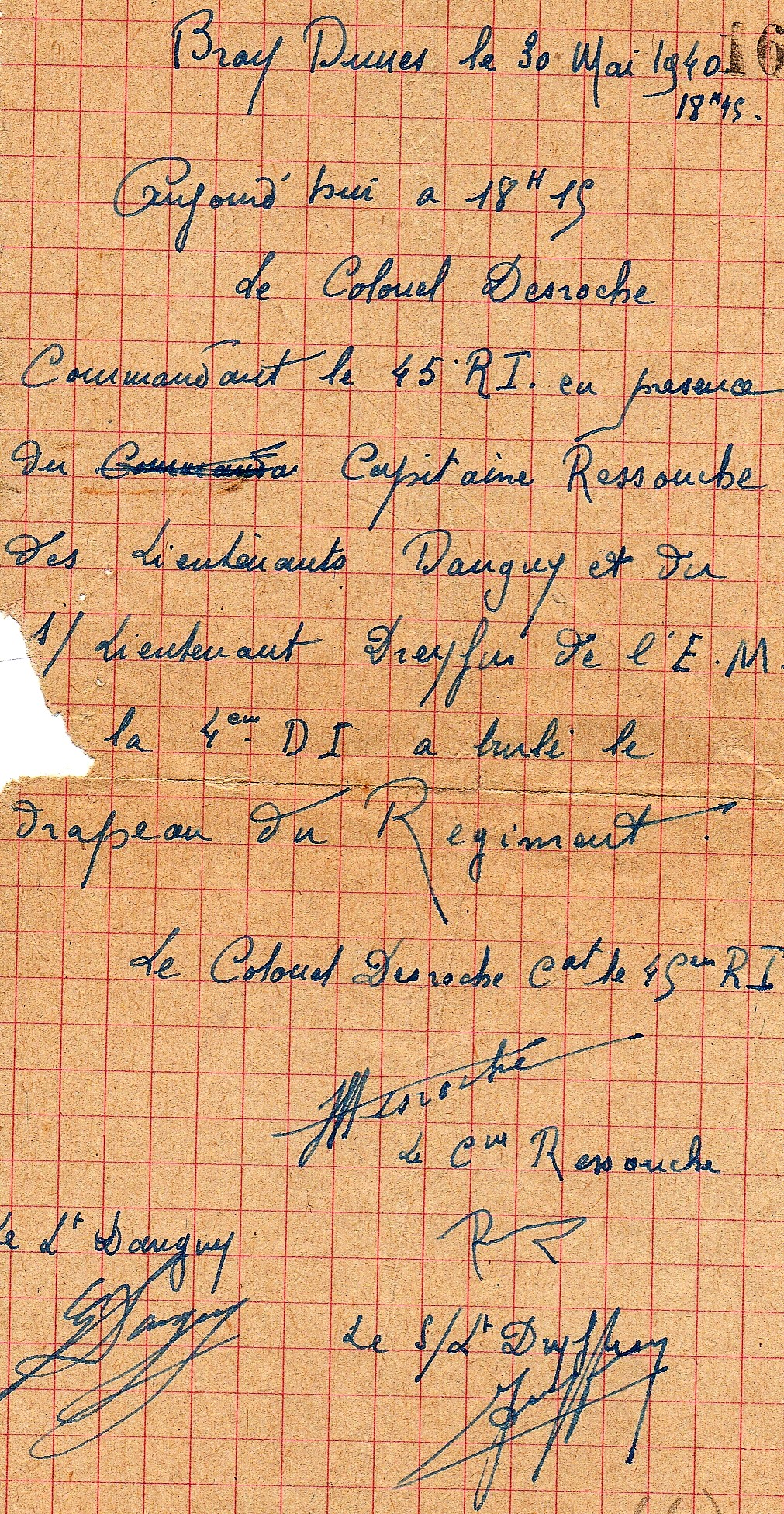
Compte rendu de destruction du drapeau du 45e RI

Peu de temps après, le 2 juin exactement, Hitler arrive à Bouchain protégé par trois automitrailleuses et un avion d'observation. Le Führer est de mauvaise humeur. Il se fait expliquer du haut de la tour d'Ostrevant les raisons pour lesquelles ses divisions ont été stoppées pendant une semaine, empêchant de terminer le coup de faux vers le nord pensé par le général Erich von Manstein et parfaire ainsi une victoire qui aurait ainsi pu être plus rapide et encore plus brillante. Pour Hitler c'est d'autant plus incompréhensible que face à une de ses divisions puissamment épaulée par l'aviation et l'artillerie, le général Walter Heitz commandant le VIIIe corps d'armée lui explique que les Français ont aligné un régiment de réservistes.

### La retraite vers Dunkerque mai 1940
Arrivé à Dunkerque, le lieutenant-colonel Desroche organise l'embarquement des hommes de la division qui ont pu gagner le littoral. L'explosion d'un obus à proximité de lui le laisse sans connaissance et fait croire un instant à ses hommes qu'il est décédé. Revenu à lui après cette violente commotion, il finit par embarquer pour l’Angleterre le 4 juin sur l’un des derniers bateaux emmenant les derniers éléments de l’armée française. Craignant d'être capturé, il a, dans les derniers instants passés sur la plage à résister aux assauts allemands, brûlé le drapeau de son régiment emportant sur lui un morceau de l’étoffe sur lequel est inscrit le numéro du régiment. Il avait sans doute gardé en mémoire la capture par son unité en 1914 du drapeau du 132e Poméranien comme le fait que le drapeau du 45 avait lui même été enlevé par les Royal Scots Greys lors de la Bataille de Waterloo.
Il rentre en France le 6 juin 1940 pour regrouper la 4e division d'infanterie en Normandie. Il est promu colonel le 25 juin 1940.

### Au commandement de la3edemi-brigade de chasseurs alpins 1940-1942
Ce n'est qu’après le regroupement de la division que le colonel Desroche accepte de laisser soigner sa blessure à la main qui s’est aggravée. Il est évacué sur Caen, puis à l’hôpital de Pau. Après avoir soigné ses blessures, il ne songe qu'à reprendre contact avec ses hommes prisonniers en Allemagne, recensant les disparus et renseignant les familles.
À l’automne 1940, il prend à Chambéry le commandement de la 3e demi-brigade de chasseurs-alpins groupant les bataillons de Chambéry (13e BCA), d’Annecy (27e BCA) et de Grenoble (6e BCA).
En novembre 1941, il est nommé commandant militaire de la Savoie. Sa famille comme lui-même ne manifestant aucun enthousiasme vis-à-vis de Vichy, il est mis en garde par une carte anonyme et dénoncé par son auteur qui, sous couvert de son épouse, se révélera être un de ses subordonnés : le lieutenant-colonel P. Le colonel Desroche est alors relevé de son commandement par l'amiral Darlan. Profondément blessé par cette décision, il meurt le 28 février 1942.

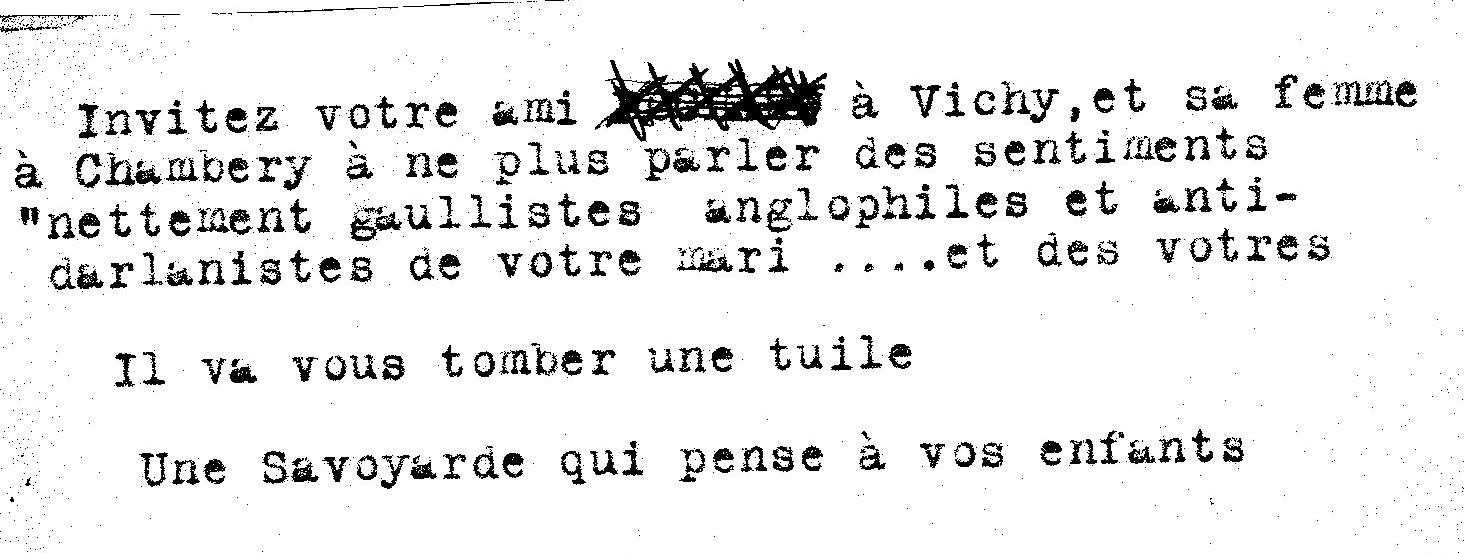

Sa promotion comme commandeur de la Légion d’honneur arrive au moment son décès. Elle est accompagnée de la citation suivante lui attribuant la croix de guerre avec palme :
"Son régiment étant engagé sur l’Escaut sur un front de 6 kilomètres, a tenu l’ennemi en échec pendant plusieurs jours par son activité toujours présente. Une brèche s’étant ouverte dans son dispositif, a pris la tête de sa section de commandement et a arrêté l’ennemi. Blessé dès le début de l’action, a conservé son commandement, donnant un exemple d’énergie qui a galvanisé la défense. Du 30 mai au 4 juin 1940, a dirigé avec méthode et énergie l’embarquement pour l’Angleterre des éléments de la division qui s’étaient regroupés autour de lui à Dunkerque".  

## Décorations
- Commandeur de la Légion d'honneur
- Croix de guerre 1914–1918 avec palme (citation à l'ordre de l'armée)
- Croix de guerre 1939–1945 avec palme (citation à l'ordre de l'armée)
- Croix des services militaires volontaires
- Médaille commémorative 1914-1918
- Médaille interalliés
- Médaille des blessés

## Famille
Marié à Alberte Jucqueau, fille du général Jucqueau, ils auront 8 enfants. Dès octobre 1940, son fils Pierre a rejoint le mouvement "jeunes gaullistes" de Chambéry. Par la suite quatre de ses fils rejoindront la résistance dans les maquis du Beaufortain au sein du Bataillon Bulle : Jean, Paul, Jacques, et Pierre. Les trois derniers seront d'ailleurs décorés de la médaille de la Résistance française. André, trop jeune pour participer à l'aventure, les rejoindra plus tard quand le Bataillon Bulle sera redevenu 7 BCA. Il pourra ainsi participer avec ses frères aux combats de la libération.  

## Proposition de citation à l'ordre de l'armée pour le45eRI
"Régiment de formation à base de réservistes du Nord et de l'Aisne, qui a prouvé dans la bataille qu'il avait une âme bien trempée.
Sur l'Escaut, chargé d'interdire à l'ennemi le passage de la rivière entre Bouchain et Neuville, a magnifiquement, mais aux prix de lourds sacrifices, rempli sa mission.
Du 20 au 27 mai 1940, sous les ordres de son chef, le lieutenant-colonel Desroche, blessé le 25 mai et resté à son poste, a combattu brillamment contre un ennemi très supérieur en nombre et en moyens, lui infligeant des pertes sévères, le contre attaquant quand il se faisait trop pressant, restant uni et solidement accroché au sol sous les bombardements intenses et incessants d'aviation et d'artillerie. N'a quitté la position que sur ordre.
Après des marches longues et pénibles sur des routes encombrées et bombardées est parvenu à Lille dans la matinée du 28 mai, malgré la fatigue a continué sa marche pour échapper à l'étreinte de l'ennemi.
A réussi à forcer les mailles du réseau des engins blindés ennemis et est arrivé sur les plages de Dunkerque où il a donné l'exemple de la cohésion, de la discipline et d'un moral élevé. Y a vécu quatre jours sous des bombardements massifs d'artillerie et d'aviation jusqu'au moment où il a pu s'embarquer.
De retour d'Angleterre, ses éléments répartis entre diverses unités de marche, a pris part, toujours avec le même moral, aux opérations de Normandie".